# Ориуэла, Ренцо
Ре́нцо Миге́ль Ориуэ́ла Ба́ркос (исп. Renzo Miguel Orihuela Barcos; родился 4 апреля 2001 года, Сальто) — уругвайский футболист, защитник клуба «Монтевидео Сити Торке».

## Биография
Ориуэла — воспитанник клуба «Насьональ». В начале 2020 года Ренцо перешёл в «Монтевидео Сити Торке». Сумма трансфера составила 1,5 млн евро. Для получения игровой практики Ориуэла остался в «Насьонале». 23 сентября в поединке Кубка Либертадорес против венесуэльского «Эстудиантес де Мерида» он дебютировал за основной состав. В этом же поединке Ренцо забил свой первый гол за «Насьональ». 18 октября в матче против столичного «Феникса» он дебютировал в уругвайской Примере.

## Титулы и достижения
- Чемпион Уругвая (1): 2020
- Вице-чемпион Уругвая (1): 2021 (постфактум)
- Обладатель Суперкубка Уругвая (1): 2021 (не играл)